# مايكل بادالوكو
مايكل بادالوكو (بالإنجليزية: Michael Badalucco)‏ مواليد 20 ديسمبر 1954 في بروكلين، نيويورك، الولايات المتحدة، هو ممثل أمريكي بدأ مسيرته الفنية سنة 1980. هو من الحائزين على جائزة إيمي.

## الأعمال

### أفلام
- الثور الهائج (1980)
- عصير (1992)
- الساهر في سياتل (1993)
- ليون: المحترف (1994)
- الببغاء بوللي (1996)
- لديك بريد (1998) (بدور: تشارلي)
- يا أخي، أين أنت؟ (2000)

### مسلسلات
- ذا براكتيس (1997)
- آلي مكبيل (1999)
- بوسطن العامة (2001)
- عدالة (2006)
- بونز (2008)
- القانون والنظام: الوحدة الخاصة للضحايا (2008)
- مونك (2008)
- كولد كيس (2010)
- ذا ينغ أند ذا رستلس (2010) (بدور: مارك هوجان)
- الاعتراف (2011)

## الجوائز
| السنة | الجائزة                   | الفئة                                                     | النتيجة |
| ----- | ------------------------- | --------------------------------------------------------- | ------- |
| 1998  | فيورز فور كواليتي تليفيجن | أفضل ممثل مساعد في مسلسل دراما                            | رُشِّح     |
| 1999  | جائزة الإيمي برايم تايم   | جائزة الإيمي برايم تايم لـ أفضل ممثل مساعد في مسلسل دراما | فوز     |
| 1999  | جائزة نقابة ممثلي الشاشة  | جائزة نقابة ممثلي الشاشة لـ أفضل طاقم في مسلسل دراما      | رُشِّح     |
| 1999  | فيورز فور كواليتي تليفيجن | أفضل ممثل مساعد في مسلسل دراما                            | رُشِّح     |
| 2000  | جائزة الإيمي برايم تايم   | جائزة الإيمي برايم تايم لـ أفضل ممثل مساعد في مسلسل دراما | رُشِّح     |
| 2000  | جائزة نقابة ممثلي الشاشة  | جائزة نقابة ممثلي الشاشة لـ أفضل طاقم في مسلسل دراما      | رُشِّح     |
| 2000  | فيورز فور كواليتي تليفيجن | أفضل ممثل مساعد في مسلسل دراما                            | رُشِّح     |
| 2001  | جائزة نقابة ممثلي الشاشة  | جائزة نقابة ممثلي الشاشة لـ أفضل طاقم في مسلسل دراما      | رُشِّح     |

## روابط خارجية
- مايكل بادالوكو على موقع IMDb (الإنجليزية)
- مايكل بادالوكو على موقع روتن توميتوز (الإنجليزية)
- مايكل بادالوكو على موقع ألو سيني (الفرنسية)
- مايكل بادالوكو على موقع ميوزك برينز (الإنجليزية)
- مايكل بادالوكو على موقع أول موفي (الإنجليزية)
- مايكل بادالوكو على موقع قاعدة بيانات الأفلام السويدية (السويدية)
- مايكل بادالوكو على موقع إن إن دي بي (الإنجليزية)
- مايكل بادالوكو على موقع قاعدة بيانات الفيلم (الإنجليزية)
- مايكل بادالوكو على موقع كينوبويسك (الروسية)